# كابوشون

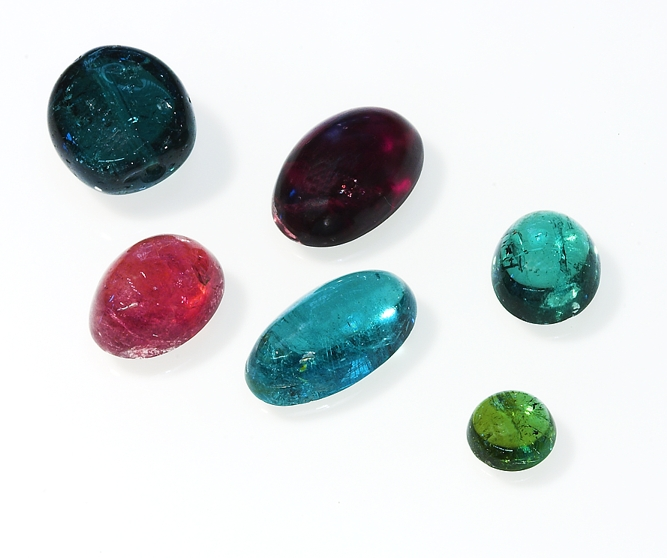
مجموعة كابوشن بألوان متنوعة

الكابوشون (بالإنجليزية: cabochon)، هي الأحجار الكريمة التي تم تشكيلها وصقلها بدلا من تسطيحها. عادة ما يكون الشكل الناتج عبارة عن وجه محدب (مستدير) بعكس المسطح. كانت كابوشون الطريقة الافتراضية لإعداد الأحجار الكريمة قبل تطوير قطع الأحجار الكريمة.

## تطبيق
عادةً ما يتم تطبيق القطع في الكابوشون على الأحجار الكريمة المعتمة، بينما يتم تطبيق التسطيح عادة على الأحجار الشفافة. تؤخذ الصلابة في الاعتبار أيضًا حيث يمكن خدش الأحجار الكريمة اللينة ذات الصلابة الأقل من 7 على مقياس صلابة موس بسهولة، بشكل رئيسي عن طريق ثاني أكسيد السيليكون في الغبار والحصى. سيجعل ذلك بسرعة الأحجار الكريمة الشفافة غير جذابة - بدلاً من ذلك يتم صقلها على شكل كبوشن ، مما يجعل الخدوش أقل وضوحًا.
في حالة نجمية الحجارة مثل نجمة الصفير وحجارة عين الهر مثل شريسوبيريل، يتم استخدام قطع كابوشون القبة لإظهار نجم أو العين، والتي لن تكون مرئية في خفض الأوجه.

## معرض الصور

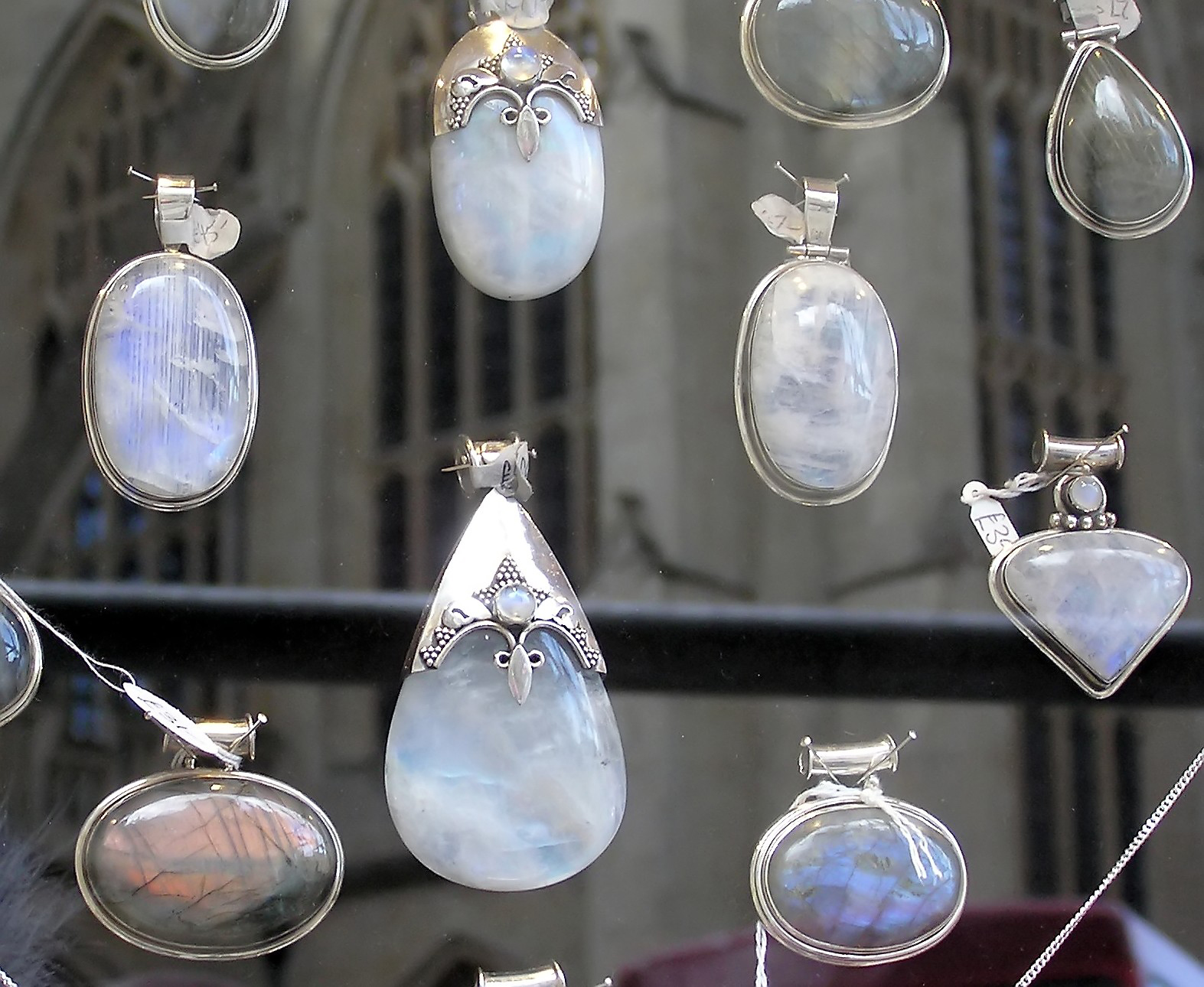
كبوشن حجر القمر في نافذة جواهر
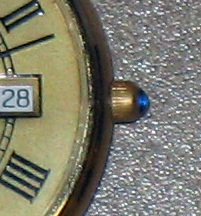
كابوشون مستدير من الياقوت على تاج ساعة رسمية للرجال.
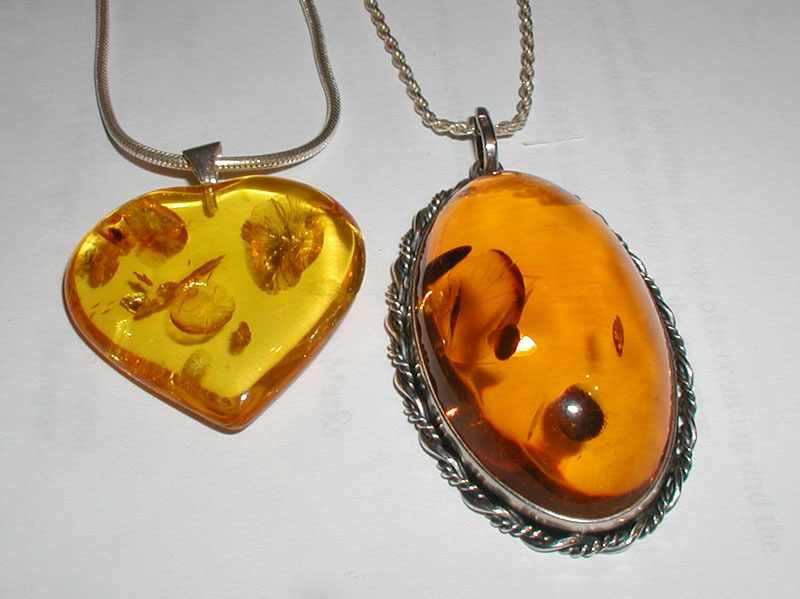
المعلقات العنبر . قلادة كابوشون البيضاوية 52 × 32 مم (2 × 1.3 بوصة).